# Ahirbudhnjasanhita
Ahirbudhnjasanhita (trl. Ahirbudhnyasamhitā, ang. Ahirbudhnya Samhita) – dzieło hinduistyczne, tantra wisznuicka. Przynależy do wisznuizmu tantrycznego nurtu pańćaratra.
Ahirbudhnjasanhita pochodzi z Kaszmiru. Powstała przed X wiekiem, możliwe datowanie to nawet IV wiek. Treść tej sanhity stanowi dialog prowadzony pomiędzy Ahirbudhnją a Naradą.
Dzieło zawiera opisy wielorękich form Wisznu.
W dziedzinie filozofii indyjskiej, wyróżniają go opisy procesu ewolucji istnienia.

## Literatura przedmiotu
- Introduction to the Pancaratra and the ahirbudhnya samhita by F. Otto Schrader 1995 r.
- Introduction to the Pancaratra and the ahirbudhnya samhita by F. Otto Schrader 1916 r.